# Abigail (película de 2023)
Abigail es una película de suspenso y terror de 2023 dirigida por Melissa Vitello y escrita por Gunnar Garrett. La película está protagonizada por Ava Cantrell, Tren Reed-Brown, Hermione Lynch, Gene Farber y Karimah Westbrook.

## Sinopsis
Una adolescente problemática se hace amiga de su vecino atormentado en 1976, pero su obsesión se vuelve mortal cuando busca vengarse de quienes le hicieron mal.

## Reparto
- Ava Cantrell como Abigail Cole
- Tren Reed-Brown como Lucas Wright
- Hermione Lynch como Eva
- Gene Farber como Eddie
- Karimah Westbrook como Donna
- Yanni Walker como ayudante Morgan
- Traza Talbot como Daniel
- Meredith Vivian como Victoria
- Patrick Hilgart como Miqueas
- Conner Stiles como Ben
- Rob Gore como Sheriff Moxey
- Jodie Garrett como la Sra. Thompson
- Gunnar Garrett como el Sr.Stetson
- Elizabeth Mae Alan como empleada de tienda
- Ernesto Chaverri como oficial de la Patrulla de Caminos
- Will McCarns como EMT Garrett
- Michelle Madison como presentadora de noticias de televisión / despachadora de policía

## Producción
La película fue producida por Dark Gravity Studios.

## Estreno
La película se estrenó en vídeo bajo demanda el 5 de diciembre de 2023 y fue distribuida por Dark Star Pictures.